# Synagoge (Tučapy u Soběslavi)

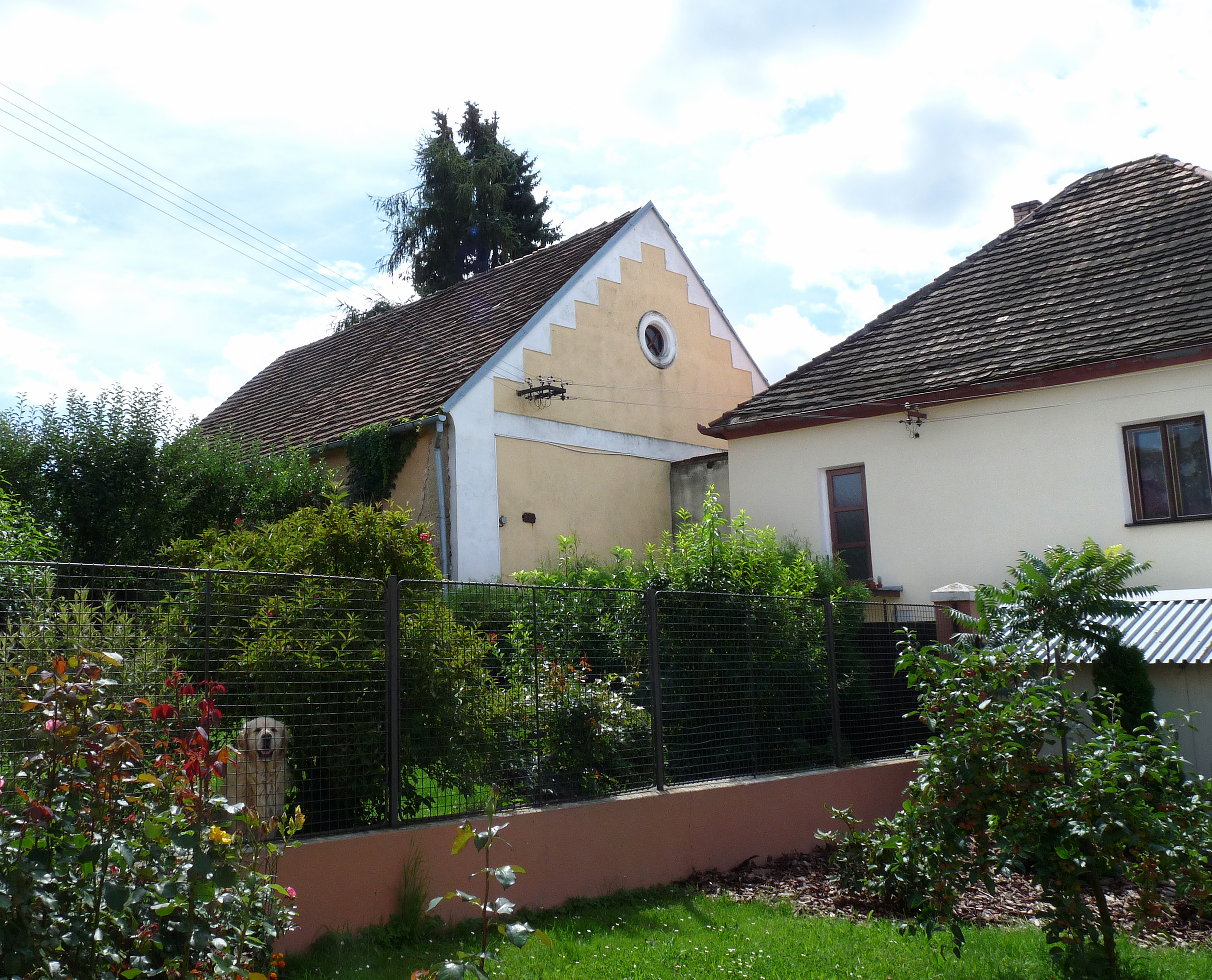
Ehemalige Synagoge in Tučapy u Soběslavi (links)

Die Synagoge in  Tučapy u Soběslavi (deutsch Tutschap), einer Gemeinde im Bezirk Okres Tábor der Region Jihočeský kraj in Tschechien, ersetzte einen älteren Gebetssaal, der Ende des 17. Jahrhunderts belegt ist und der in der alten jüdischen Schule von 1779 untergebracht war und später aufgelöst wurde. Die alte Synagoge wurde 1779 erbaut, brannte jedoch 1867 aus. 1868 wurde sie wieder erbaut.
Gottesdienste fanden in der Synagoge bis zum Beginn des Ersten Weltkrieges statt. 1934 wurde sie als Sportsaal der Vereinigung Sokol zweckentfremdet, 1950 schließlich renoviert.